# 범죄의 재구성 (텔레비전 프로그램)
범죄의 재구성(犯罪-再構成)은  2008년 3월 4일부터 2008년 8월 15일까지 tvN에서 방영되던 수사실화극이다.

## 범죄의 재구성의 방영 목록

### 2008년

#### 1회(3월 4일)
- 유영철

#### 2회(3월 11일)
- 온보현

#### 3회(3월 18일)
- 지존파

#### 4회(3월 25일)
- 살인마 김해선 고창연쇄살인사건

#### 5회(4월 8일)
- 탈옥수 신창원

#### 6회(4월 15일)
- 2인조 택시 살인마    미스터리,레전드

#### 7회(4월 15일)
- 서남부 연쇄살인사건  사건 사고

#### 8회(4월 22일)
- 청주 내연녀 연쇄살인사건

#### 9회(4월 29일)
- 부산 연쇄 강도살인마 정두영

#### 10회(5월 6일)
- 악녀 죽여야 사는 여자

#### 11회(5월 13일)
- 구로동 룸살롱 살인사건

#### 12회(5월 20일)
- 청주 발바리

#### 13회(5월 27일)
- 살인 그리고 비디오테이프

#### 14회(6월 3일)
- 박한상 부모 살해사건

#### 15회(6월 10일)
- 딸과의 동침

#### 16회(6월 17일)
- 70대 어부의 잔혹 연쇄살인

#### 17회(6월 24일)
- 잔혹한 기록 살생부

#### 18회(7월 1일)
- 누가 택시 기사를 토막냈나

#### 19회(7월 8일)
- 홍대괴담

#### 20회(7월 15일)
- 우순경 총기 난사사건

#### 21회(7월 22일)
- 최초의 연쇄살인마 김대두

#### 22회(7월 29일)
- 영혼을 죽이는 범죄 유괴

#### 23회(8월 8일)
- 빨간 모자의 저주

#### 24회(8월 15일)
가출 집단 토막 살인사건

## 같이 보기
- 경찰청 사람들
- 현장기록 형사